# Gmach Sądu Apelacyjnego w Białymstoku
Gmach Sądu Apelacyjnego w Białymstoku – zabytkowy budynek sądowy w Białymstoku, zbudowany w latach 1929–1933.

## Opis
Początkowo w budynku mieścił się Sąd Okręgowy. Po zajęciu Białegostoku w 1941 r. Niemcy urządzili w budynku szpital wojskowy. W 1944 r. w gmachu ponownie pojawiło się NKWD, które zajmowało go do listopada 1945 r. W okresie PRL gmach pełnił funkcję urzędu wojewódzkiego. W czasach stalinizmu podziemia budynku były wykorzystywane jako areszt NKWD. Otwory okienne w komórkach miały tylko około 20 x 35 cm i pozostawały bez oszklenia przez większą część okresu (przynajmniej do 1952 r.) Niektóre cele były pozbawione jakiegokolwiek sprzętu, więźniowie spali na otwartej przestrzeni lub mieli prymitywne koje bez palet i pościeli. W budynku odbyły się przesłuchania. W 1990 utworzono w budynku Sąd Apelacyjny. Na fasadzie przywrócono godło państwowe, które zdjęli Sowieci w 1939 po zajęciu miasta. W 1993 wewnątrz budynku odsłonięto tablicę upamiętniającą ofiary faszyzmu i komunizmu. W 2013 gmach został wpisany do rejestru zabytków pod nr A-516.